# (74491) 1999 CN122
(74491) 1999 CN122 – planetoida z pasa głównego asteroid okrążająca Słońce w ciągu 4,21 lat w średniej odległości 2,6 j.a. Odkryta 11 lutego 1999 roku.